# Fogars de Montclús
Fogars de Montclús település Spanyolországban, Barcelona tartományban. Lakosainak száma 502 fő (2024).

## Földrajza
Fogars de Montclús Arbúcies, Riells i Viabrea, Gualba, Campins, Sant Celoni, Santa Maria de Palautordera, Sant Esteve de Palautordera, Montseny és Sant Pere de Vilamajor községekkel határos.

## Népesség
A település lakosságának változását az alábbi diagram mutatja:
| Lakosok száma | 445  | 801  | 754  | 586  | 278  | 395  | 465  | 482  | 470  | 502  |
|               | 1717 | 1887 | 1936 | 1960 | 1986 | 2004 | 2009 | 2014 | 2019 | 2024 |